# Horsiese II
Horsiese II fue sumo sacerdote de Amón en Tebas, de c. 835 a 800 a. C., durante el periodo de la Dinastía XXII del Antiguo Egipto. 
Posible hijo del sumo sacerdote ...du/au... y nieto del faraón y sumo sacerdote de Amón Horsiese I.
Fue sucesor del sumo sacerdote de Amón en Tebas Osorkon, siguiéndole en el cargo Takelot.
Era coetáneo de Takelot II y Sheshonq III.

## Titulatura
| Titulatura | Jeroglífico | Transliteración (transcripción) - traducción - (referencias) |

| R8 | U36 | D1 · Q3 · N35 | M17 | Y5 · N35 | N5 · Z1 | G5 | H8 · Z1 | t · Q1 |

| R8 | U36 | D1 · Q3 · N35 | M17 | Y5 · N35 | N5 · Z1 | G5 | H8 · Z1 | t · Q1 |